# Afroleptomydas luteocinctus
Afroleptomydas luteocinctus är en tvåvingeart som beskrevs av Hesse 1969. Afroleptomydas luteocinctus ingår i släktet Afroleptomydas och familjen Mydidae. Inga underarter finns listade i Catalogue of Life.